# Ясиновський (Куйбишевський район)
Ясиновський (рос. Ясиновский) — хутір у Куйбишевському районі Ростовської області Росії. Входить до складу Кринично-Лузького сільського поселення.

## Географія
Географічні координати: 47°49' пн. ш. 39°04' сх. д. Часовий пояс — UTC+4.
Хутір Ясиновський розташований на південному схилі Донецького кряжу. Відстань до районного центру, села Куйбишева, становить 13 км.

### Урбаноніми
- вулиці — Гвардійська, Зарічна, Жовтнева, Свободи[2].

## Населення
За даними перепису населення 2010 року на території хутора проживало 162 особи. Частка чоловіків у населенні складала 48,1% або 78 осіб, жінок — 51,9% або 84 особи.

## Соціальна сфера
У населеному пункті діють фельдшерський пункт, загальноосвітня школа та сільська бібліотека.